# Cumberland megye (Kentucky)
Cumberland megye az Amerikai Egyesült Államokban, azon belül Kentucky államban található. Megyeszékhelye és legnagyobb városa Burkesville. Lakosainak száma 5888 fő (2020. április 1.). Cumberland megye Adair, Russell, Clinton, Clay, Monroe és Metcalfe megyékkel határos.

## Népesség
A megye népességének változása:
| Lakosok száma | 6859 | 6857 | 6852 | 6789 | 6759 | 5888 |
|               | 2010 | 2011 | 2012 | 2013 | 2015 | 2020 |